# Vince (rhinocéros)
Vince, né le 22 septembre 2012 et mort le 5 mars 2017, est un rhinocéros blanc du Sud célèbre. Il est tué par des braconniers dans un zoo de Thoiry près de Paris, en France.

## Naissance et vie
Vince est né le 22 septembre 2012 au Royal Burgers' Zoo, à Arnhem aux Pays-Bas. Il est le deuxième enfant de Kwanzaa, 12 ans, et son compagnon Gilou, 20 ans. Vince nait six semaines avant terme,. Le 6 novembre 2012, il est présenté aux autres animaux du zoo.
En mars 2015, Vince et un autre rhinocéros Bruno sont transférés au parc zoologique de Thoiry en France. Il vit dans un enclos avec deux autres rhinocéros, Bruno et Gracie. Les trois animaux se lient rapidement, et Vince et Bruno, qui ont le même âge, jouent souvent ensemble.

## Meurtre
Le 5 mars 2017, Vince est abattu de trois balles par un groupe de braconniers,. Ils lui enlèvent l'une de ses cornes à l'aide d'une tronçonneuse et scient partiellement la deuxième. Cette attaque aurait été menée dans le but de récupérer les cornes de rhinocéros et de les vendre au marché noir. Celles-ci sont notamment utilisées dans la médecine traditionnelle chinoise ou celle d'autres cultures asiatiques. Une corne peut se vendre jusqu'à 300 000 $.
À sa mort, Thierry Duguet, le responsable du zoo, déclare : « Il n'y a jamais eu un tel cas dans un zoo en Europe, une agression d'une telle violence, évidemment pour ce stupide trafic de cornes de rhinocéros ». La ministre française de l'Environnement Ségolène Royal qualifie le meurtre d'« acte criminel ».

## Enquête
En 2019, la seule piste restante pour les gendarmes est l'ADN relevé sur la pomme utilisée pour appâter l'animal,.
En 2021, après quatre ans d'enquête, les auteurs de son meurtre ne sont toujours pas identifiés et le parquet de Versailles clôt l'affaire en non-lieu.